# 平戸市立志々伎小学校
平戸市立志々伎小学校（ひらどしりつ しじきしょうがっこう、Hirado City Shijiki Elementary School）は、長崎県平戸市志々伎町にある公立小学校。

## 概要
歴史
1874年（明治7年）に開校した「第五大学区第四中学区志々伎小学校」を前身とする。2009年（平成21年）に創立135周年を迎えた。
学校教育目標
「郷土を愛し、心豊かで、主体的に学び続ける児童の育成」
校章
校歌
歌詞は3番まであり、校名は登場しない。
校区
住所表記で長崎県平戸市の後に「大志々伎町、志々伎町、小田町、石堂町、野子町の一部（船越・向月）」の続く地域。中学校は平戸市立南部中学校校区。

## 沿革
- 1874年（明治7年）6月 - 「第五大学区第四中学区志々伎小学校」として開校。旧・庄屋の建物を校舎とする。
- 1884年（明治17年）9月 - 「公立下等志々伎小学校」として独立。
- 1886年（明治19年）9月 - 小学校令の施行により、「簡易志々伎小学校」（簡易科3年）に改称。
- 1890年（明治23年）10月 - 小学校令の改正により、簡易科を廃止し、「尋常志々伎小学校」（尋常科4年）に改称。
- 1893年（明治26年）4月 - 小学校令の改正により「志々伎尋常小学校」に改称（「尋常」の位置が変わる）。
- 1903年（明治36年）- 志々伎実業補習学校を併設。
- 1904年（明治37年）4月 - 高等科を併置し、「宝亀尋常高等小学校」となる（尋常科4年・高等科2年）。
- 1906年（明治39年）4月 - 早福分教場を設置。
- 1908年（明治41年）4月 - 小学校令の一部改正により、義務教育期間が尋常科4年から尋常科6年に延長され、旧高等科1年を尋常科5年とする。
- 1909年（明治42年）4月 - 旧高等科2年を尋常科6年とする。
- 1910年（明治43年）4月 - 2ヶ年の高等科を併置する。
- 1914年（大正3年）9月 - 義務教育期間の延長により収容すべき児童数が増加したため、教室を増築。
- 1935年（昭和10年）5月 - 青年学校令の施行により、併設の志々伎実業補習学校が志々伎青年学校に改称。
- 1941年（昭和16年）4月1日 - 国民学校令により、「志々伎村志々伎国民学校」に改称。尋常科を初等科に改称。
- 1947年（昭和22年）4月1日 - 学制改革（六・三制の実施）
  - 旧・国民学校の初等科を改組し、「志々伎村立志々伎小学校」とする。
  - 旧・国民学校の高等科と獅子青年学校を改組し、「志々伎村立志々伎中学校[1]」（新制中学校）とし、小学校に併設する。
- 1950年（昭和25年）3月 - 新校舎（第一期工事）が完成。
- 1951年（昭和26年）9月 - 新校舎（第二期工事）が完成。運動場を造成。
- 1953年（昭和28年）2月16日 - 火災により4教室・便所・渡り廊下を焼失。同年9月に再建。
- 1955年（昭和30年）1月1日 - 町村合併[2]で平戸市が誕生したことにより、「平戸市立志々伎小学校」（現校名）と改称。
- 1958年（昭和33年）8月31日 - 平戸市立志々伎中学校が統合のため廃止され、併設を解消。小学校単独校となる。
- 1962年（昭和37年）9月 - ミルク給食を開始。
- 1966年（昭和41年）4月14日 - 南部給食センターの完成により、センター方式の完全給食を開始。
- 1974年（昭和49年）
  - 1月9日 - 早福分校の校舎が完成。
  - 4月25日 - 本校の体育館が完成。
- 1977年（昭和52年）3月25日 - 創立100周年記念式典を挙行。
- 1980年（昭和55年）8月19日 - 波佐見町立中央小学校育友会が平戸市立志々伎小学校PTAと姉妹校締結。

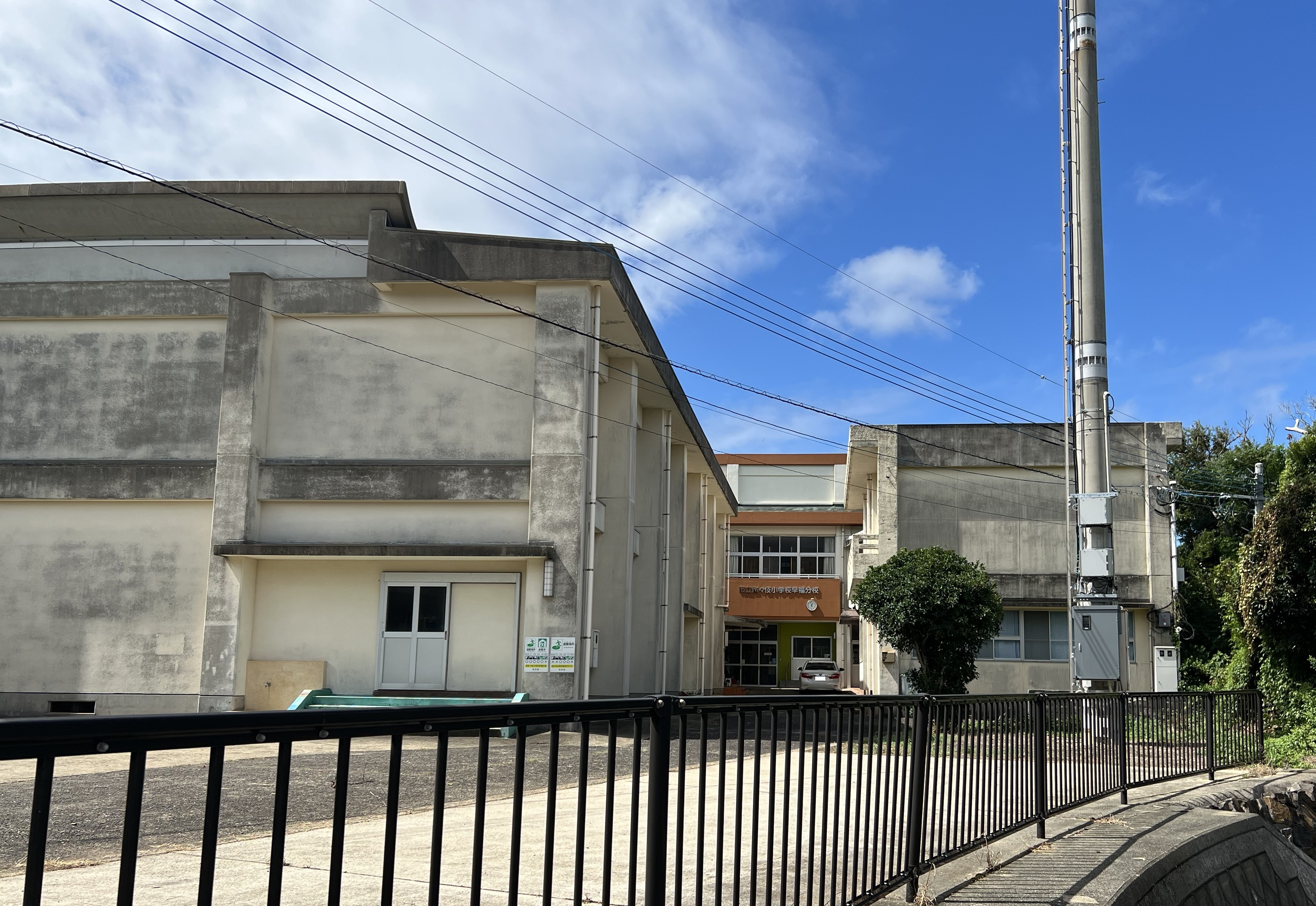
旧・早福分校跡

- 1989年（平成元年）3月25日 - 早福分校の体育館が完成。
- 2007年（平成9年）4月1日 - バリアフリー事業の一環として洋式トイレとスロープを設置。
- 2008年（平成10年）5月16日 - 旧・志々伎警察官駐在所の跡地に学校園が完成。
- 2001年（平成13年）- 早福分校の新校舎が完成。
- 2002年（平成14年）3月16日 - 本校の新体育館が完成。
- 2004年（平成16年）4月1日 - 本校2・3年で複式学級を導入。
- 2006年（平成18年）- 早福分校の運動場が完成。
- 2011年（平成23年）3月31日 - 平戸市立津吉小学校への統合のため、早福分校[3]を廃止。

## 交通アクセス
最寄りのバス停
- 西肥バス・平戸ふれあいバス「志々伎小学校前」バス停

最寄りの道路
- 国道383号

## 周辺
- ふれあいセンター
- 志々伎郵便局
- 長崎県警察 平戸警察署 志々伎警察官駐在所
- 志々伎町へき地保育所
- 福鶴じゃがたらお春博物館
- 志々伎湾

## 参考資料
- 「平戸市史（復刻版）」（1983年（昭和58年）3月10日発行, 市役所）
- 広報ひらど2011年（平成23年）4月号 (PDF)  - 平戸市ウェブサイト（早福分校の閉校について）